# Rocchetta Ligure
Rocchetta Ligure (piemontiul: Rochëtta, ligur nyelven: A Rocheta) település Olaszországban, Piemont régióban, Alessandria megyében. Lakosainak száma 223 fő (2023. január 1.). Rocchetta Ligure Albera Ligure, Cabella Ligure, Cantalupo Ligure, Mongiardino Ligure és Roccaforte Ligure községekkel határos.

## Népesség
A település lakossága az elmúlt években az alábbi módon változott:
| Lakosok száma | 206  | 214  | 223  |
|               | 2017 | 2018 | 2023 |